# Ajima Naonobu
Ajima Naonobu (jap. 安島 直円; * 1732 in Shiba, Edo (heute Minato, Tokio); † 14. November 1798 in Edo), auch Ajima Chokuen (die sino-japanische Lesung seines Namens) oder Ajima Chokuyen (veraltet für Chokuen), war ein japanischer Mathematiker des Wasan.

## Leben
Er entwickelte unter anderem die Integralrechnung des Enri (円理, dt. „Kreisprinzip“), das der Exhaustionsmethode entspricht, der Annäherung des Kreises durch Polygone ähnlich Archimedes. Er erweiterte diese Integrationsmethode auch auf drei Dimensionen (Lösung des Problems, das Volumen des Schnitts zweier Zylinder zu finden). Er schuf auch Logarithmentafeln, die in Japan über jesuitische Missionare in China bekannt wurden (ein diesbezügliches Buch Suri Seiran erschien 1723 in China). Er war auch bekannt für ein geometrisch-algebraisches Problem, das Gion-Schrein-Problem. Es führte auf eine Gleichung zehnten Grades, die er numerisch löste. Er formulierte auch Malfattis Problem dreißig Jahre vor Gianfrancesco Malfatti (siehe Malfatti-Kreis).
Sein Vater war der Vorsitzende des Schatzamtes (御勘定頭, o-kanjō-gashira) des Lehens Shinjō. Er wurde relativ spät Schüler des Mathematikers und Astronomen Yamaji Nushizumi in Edo (Tokio) aus der Schule von Seki Takakazu.
Der Mondkrater Naonobu ist nach ihm benannt.